# Caryobruchus curvipes
Caryobruchus curvipes là một loài bọ cánh cứng trong họ Bruchidae. Loài này được Latreille miêu tả khoa học năm 1811.